# Ulva californica
Ulva californica Wille, 1899, frequentemente referida pelo sinónimo taxonómico Ulva angusta, é uma espécie de alga marinha pertencente à família Ulvaceae com até 5 mm de comprimento. A espécie tem distribuição natural desde o Alaska à Califórnia.

## Descrição
Ulva californica é uma espécie de alface-do-mar, um grupo de algas verdes pluricelulares comestíveis que pertencem ao género Ulva.

## References
1. ↑  «Ulva californica Wille». Consultado em 23 de março de 2013
2. ↑  «Guide page for Ulva californica Wille». ucjeps.berkeley.edu. Consultado em 29 de setembro de 2010